# Popeye's Voyage: The Quest for Pappy
Popeye's Voyage: The Quest for Pappy is een digitale animatiefilm uit 2004. De film werd geproduceerd door Mainframe Entertainment voor Lions Gate Entertainment. De film verscheen niet in de bioscoop, wel via direct-to-video. De film werd gemaakt naar aanleiding van de 75ste verjaardag van Popeye.
De Nederlandstalige versie werd uitgebracht door Wim Pel Productions bv.

## Verhaal
Aan het begin van de film tracht Popeye zijn lang verloren vader, Poopdeck Pappy, te redden in de "Sea of Mystery" (Zee van Mysterie). Ze bevinden zich in zee op een schip dat aan het zinken is. Popeye wordt vastgehouden door een kraken terwijl zijn vader wordt aangevallen door haaien. Popeye tracht spinazie te eten, maar zijn poging mislukt. Daarop wordt Popeye wakker in bed en concludeert dat zijn nachtmerrie een visioen is.
Popeye beslist om af te varen. Bluto gaat mee tot wanneer hij verneemt dat de bestemming de "Sea of Mystery" is. Volgens Bluto is de zee behekst en gebeuren er vreemde dingen. Popeye kan hem geruststellen: de verhalen berusten op legendes. Ook Olijfje en Erwtje gaan mee. Later blijkt er nog een verstekeling te zijn: J. Wellington Wimpy.
Zodra ze in de "Sea of Mystery" zijn, gebeuren er vreemde zaken. Boven de boot blijft een duistere regenwolk hangen die onheilspellende vormen aanneemt. Nadat Popeye de wolk doet verdwijnen, wordt het duidelijk dat deze door Sea Hag werd gestuurd. Sea Hag verneemt via haar magie dat Popeye de zoon is van de "zeeman met één oog" en een uitverkorene is. Daarop gaat ze als Rose of the Sea naar de boot en tracht ze Popeye te verleiden. Haar poging mislukt omdat Popeye verliefd is op Olijfje. Vervolgens gebruikt Sea Hag haar magie zodat Olijfje verliefd wordt op Bluto. 
Eenmaal op het eiland wordt de vader van Popeye gevonden. Hij is allesbehalve blij en stuurt zijn zoon terug weg. Popeye gaat alleen naar het strand en is van mening dat al zijn vrienden hem hebben verlaten.
Olijfje krijgt een voorwerp op haar hoofd waardoor de vloek is uitgewerkt. Ze wordt terug verliefd op Popeye en vindt het gedrag van zijn vader ontoelaatbaar. Daarom zoekt ze hem terug op. Poopdeck Pappy verklaart dat hij destijds wel moest vertrekken. Popeye is de uitverkorene: als hij Sea Hag kust, zal zij meesteres worden van alle oceanen. Daarom vertrok hij destijds naar de Sea of Mystery om Sea Hag zo veel mogelijk tegen te werken. 
Bluto, Olijfje, Erwtje en Poopdeck Pappy gaan naar de kust. Daar blijkt dat Rose of the Sea haar magie heeft gebruikt zodat Popeye nu wel op haar verliefd is geworden. Ze eist dat ze hem kust. Net voordat dit gebeurt, roept Erwtje "papa" naar Popeye. Hierdoor verbreekt de vloek opnieuw.
Er ontstaat een gevecht tussen Popeye en Sea Hag enerzijds en tussen Poopdeck Pappy en het haaienleger anderzijds. Sea Hag vormt zich om tot een kraken. De boot van Popeye doet ze zinken. Popeye tracht een blikje spinazie te eten, maar het valt uit zijn handen. In tegenstelling tot in zijn nachtmerrie, geraakt hij toch terug in bezit. Na het eten verslaat hij Sea Hag en het haaienleger. Ook het gezonken schip kan hij redden.
Op de terugreis verklaart Poopdeck Pappy dat Sea Hag altijd op zoek zal gaan naar Popeye nu ze weet wie dat is. Er verschijnt een duistere schaduw aan de deur, maar dat blijkt J. Wellington Wimpy te zijn.

## Stemacteurs
| Acteur              | Personage             |
| ------------------- | --------------------- |
| Billy West          | Popeye Poopdeck Pappy |
| Tabitha St. Germain | Olijfje Erwtje        |
| Kathy Bates         | Sea Hag               |
| Sanders Whiting     | J. Wellington Wimpy   |

In de Nederlandstalige versie werden de stemmen ingesproken door Walter Crommelin, Tygo Gernandt, Marloes van den Heuvel, Marcel Jonker, Jan Nonhof, Angela Schijf en Marlies Somers.